# 朱安康
朱安康（1935年5月—），浙江余姚人，中华人民共和国外交家。1959年，加入中国共产党。

## 生平
1953年，入读北京大学历史系。1954年，赴匈牙利罗兰大学历史系。1958年毕业，留任驻匈牙利大使馆职员、随员。1969年，任外交部苏联东欧司副处长，后任驻匈牙利大使馆一等秘书、政务参赞，外交部苏联东欧司处长、副司长。1985年9月，出任中华人民共和国驻匈牙利大使。1989年，任外交部苏联东欧司司长。1993年9月，出任中华人民共和国驻南联盟大使。1998年5月，自驻南联盟大使离任。

## 著述
- 《匈牙利经济法规概要》（合译）